# Amigo Spiele
Pour les articles homonymes, voir Amigo.
Amigo est un éditeur de jeux de société allemand.
Il édite des jeux originaux et rééedite plusieurs jeux vite tombés dans l'oubli, comme Zatre, RoboRally ou Heimlich & Co.. 

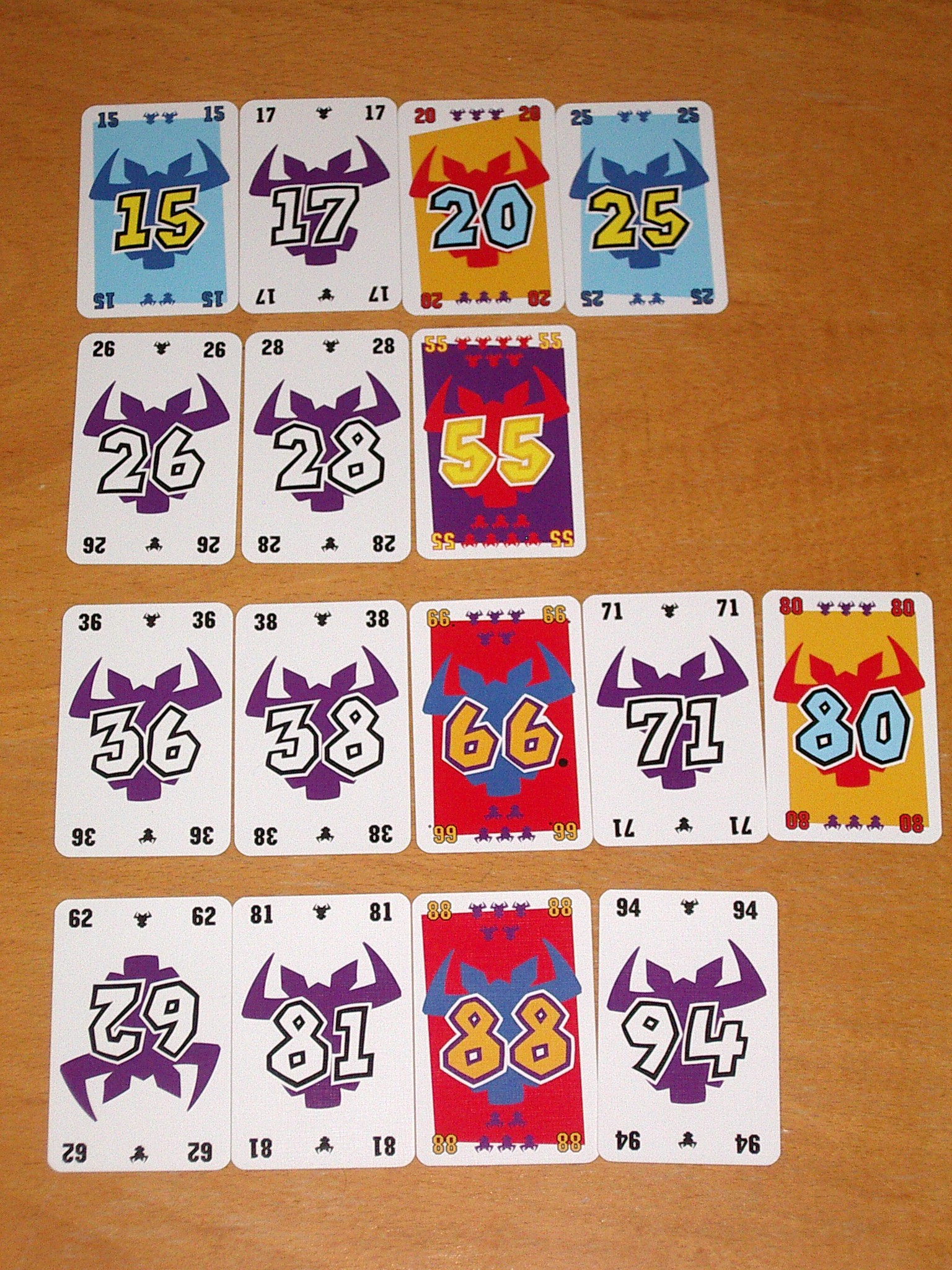

## Quelques jeux édités par Amigo
- Halli Galli, 1992, Haim Shafir
- Pirat, 1992, Reiner Knizia, Mensa Select Mind Games  2005
- 6 qui prend !, 1994, Wolfgang Kramer, Deutscher Spiele Preis  1994, Mensa Select Mind Games  1996
- Der grosse Dalmutie, 1995, Richard Garfield, Mensa Select Mind Games  1995
- Bohnanza, 1997, Uwe Rosenberg
- Elfenland, 1997, Alan R. Moon, Spiel des Jahres  1998
- Hattrick!, 1997, Klaus Palesch, Mensa Select Mind Games  1997
- Elfengold, 1998, Alan R. Moon
- Andromeda, 1999, Alan R. Moon
- Hornochsen, 1998, Wolfgang Kramer
- Café International, 1999 (réédition), Rudi Hoffmann, Spiel des Jahres  1989
- Take 5, 1999, Wolfgang Kramer
- Union Pacific, 1999, Alan R. Moon, Essener Feder  1999
- Alles für die Katz ou Zoo Party, 2000, David Parlett
- Heimlich & Co., 2001 (réédition), Wolfgang Kramer, Spiel des Jahres  1986, Schweizer Spielepreis  famille 2002
- Im Schatten des Sonnenkönigs, 2002, Alan R. Moon et Aaron Weissblum
- Saboteur, 2004, Frédéric Moyersoen, Prix du public du jeu de Saint-Herblain  2005
- Zatre, 2005 (réédition), Manfred Shüling, As d'or Jeu de l'année  1998